# Родригес, Агустин (футболист, 2004)
Агустин Хавьер Родригес (исп. Agustín Javier Rodríguez; род. 2 мая 2004, Ломас-де-Самора, Буэнос-Айрес) — аргентинский футболист, полузащитник клуба «Ланус».

## Клубная карьера
Родригес — воспитанник клуба «Ланус». 7 августа 2021 года в матче против «Уракана» он дебютировал в аргентинской Примере в составе последнего.